# Collège San Fernando de Mexico
Le Collège San Fernando de Mexico était un institut de formation missionnaire franciscain, ainsi qu'un séminaire, fondé dans la ville coloniale espagnole de Mexico le 15 octobre 1734. 
L'institution fut créée pour fournir une formation spécifique aux prêtres qui devaient travailler parmi les populations autochtones au sein de la vice-royauté coloniale espagnole de la Nouvelle-Espagne. Il fut créé sur le modèle, et avec le même objectif, que le Collège Santa Cruz de Querétaro fondé en 1683 siècle par Damián Massanet ou encore le Collège de Guadalupe de Zacatecas fondé en 1703 qui forma les missionnaires à destination du Texas et de la Louisiane.

## Parmi ses étudiants célèbres
- Grégoire Amúrrio
- Narcisse Duran
- Vincent Fustér
- Lluís Jaume
- Paul de Mugártegui
- Jérôme Boscana Mulet
- Vincent Pascal Oliva
- François Palóu
- Mariano Payéras
- André Quintana
- José Bernardo Sánchez
- Vincent de Santa María
- José Francisco de Paula Señan
- Junípero Serra
- Bonaventure Sitjar

### Articles liés
- Église Saint-François de Mexico
- Collège de Guadalupe de Zacatecas
- Collège Santa Cruz de Querétaro
- Missions franciscaines de la Sierra Gorda
- Missions franciscaines de la Basse-Californie (es)
- Missions franciscaines de la California